# Список астероїдів (81901—82000)
| Назва                            | Тимчасове позначення | Дата відкриття | Місце відкриття           | Відкривач                   |
| -------------------------------- | -------------------- | -------------- | ------------------------- | --------------------------- |
| (81901) 2000 LZ36                | 2000 LZ36            | 11 червня 2000 | Сокорро (Нью-Мексико)     | LINEAR                      |
| (81902) 2000 MG1                 | 2000 MG1             | 25 червня 2000 | Сокорро (Нью-Мексико)     | LINEAR                      |
| (81903) 2000 MM3                 | 2000 MM3             | 24 червня 2000 | Сокорро (Нью-Мексико)     | LINEAR                      |
| (81904) 2000 MN3                 | 2000 MN3             | 24 червня 2000 | Сокорро (Нью-Мексико)     | LINEAR                      |
| (81905) 2000 NP1                 | 2000 NP1             | 3 липня 2000   | Обсерваторія Кітт-Пік     | Spacewatch                  |
| (81906) 2000 NV1                 | 2000 NV1             | 4 липня 2000   | Обсерваторія Кітт-Пік     | Spacewatch                  |
| (81907) 2000 NR2                 | 2000 NR2             | 5 липня 2000   | Обсерваторія Чрні Врх     | Обсерваторія Чрні Врх       |
| (81908) 2000 NW2                 | 2000 NW2             | 6 липня 2000   | Обсерваторія Ріді-Крик    | Джон Бротон                 |
| (81909) 2000 NY3                 | 2000 NY3             | 8 липня 2000   | Обсерваторія Галеакала    | NEAT                        |
| (81910) 2000 NV8                 | 2000 NV8             | 5 липня 2000   | Обсерваторія Кітт-Пік     | Spacewatch                  |
| (81911) 2000 NV9                 | 2000 NV9             | 6 липня 2000   | Сокорро (Нью-Мексико)     | LINEAR                      |
| (81912) 2000 NU10                | 2000 NU10            | 6 липня 2000   | Станція Андерсон-Меса     | LONEOS                      |
| (81913) 2000 NX10                | 2000 NX10            | 10 липня 2000  | Обсерваторія Валінос      | Пауло Ольворсем             |
| (81914) 2000 NJ11                | 2000 NJ11            | 12 липня 2000  | Обсерваторія Фарпойнт     | Обсерваторія Фарпойнт       |
| 81915 Гартвік (Hartwick)         | 2000 NS11            | 15 липня 2000  | Обсерваторія Домініон     | Девід Белем                 |
| (81916) 2000 NM12                | 2000 NM12            | 5 липня 2000   | Станція Андерсон-Меса     | LONEOS                      |
| (81917) 2000 NN12                | 2000 NN12            | 5 липня 2000   | Станція Андерсон-Меса     | LONEOS                      |
| (81918) 2000 NT12                | 2000 NT12            | 5 липня 2000   | Станція Андерсон-Меса     | LONEOS                      |
| (81919) 2000 NV14                | 2000 NV14            | 5 липня 2000   | Станція Андерсон-Меса     | LONEOS                      |
| (81920) 2000 NA17                | 2000 NA17            | 5 липня 2000   | Станція Андерсон-Меса     | LONEOS                      |
| (81921) 2000 NS21                | 2000 NS21            | 7 липня 2000   | Станція Андерсон-Меса     | LONEOS                      |
| (81922) 2000 NV22                | 2000 NV22            | 5 липня 2000   | Станція Андерсон-Меса     | LONEOS                      |
| (81923) 2000 NS24                | 2000 NS24            | 4 липня 2000   | Станція Андерсон-Меса     | LONEOS                      |
| (81924) 2000 NW25                | 2000 NW25            | 4 липня 2000   | Станція Андерсон-Меса     | LONEOS                      |
| (81925) 2000 NY25                | 2000 NY25            | 4 липня 2000   | Станція Андерсон-Меса     | LONEOS                      |
| (81926) 2000 NZ27                | 2000 NZ27            | 3 липня 2000   | Сокорро (Нью-Мексико)     | LINEAR                      |
| (81927) 2000 NF28                | 2000 NF28            | 3 липня 2000   | Сокорро (Нью-Мексико)     | LINEAR                      |
| (81928) 2000 NB29                | 2000 NB29            | 2 липня 2000   | Обсерваторія Галеакала    | NEAT                        |
| (81929) 2000 OE                  | 2000 OE              | 22 липня 2000  | Обсерваторія Ріді-Крик    | Джон Бротон                 |
| (81930) 2000 ON4                 | 2000 ON4             | 24 липня 2000  | Сокорро (Нью-Мексико)     | LINEAR                      |
| (81931) 2000 OF7                 | 2000 OF7             | 28 липня 2000  | Вішнянська обсерваторія   | Корадо Корлевіч             |
| (81932) 2000 OJ12                | 2000 OJ12            | 23 липня 2000  | Сокорро (Нью-Мексико)     | LINEAR                      |
| (81933) 2000 OW13                | 2000 OW13            | 23 липня 2000  | Сокорро (Нью-Мексико)     | LINEAR                      |
| (81934) 2000 OL15                | 2000 OL15            | 23 липня 2000  | Сокорро (Нью-Мексико)     | LINEAR                      |
| (81935) 2000 OT29                | 2000 OT29            | 30 липня 2000  | Сокорро (Нью-Мексико)     | LINEAR                      |
| (81936) 2000 OU29                | 2000 OU29            | 30 липня 2000  | Сокорро (Нью-Мексико)     | LINEAR                      |
| (81937) 2000 OX29                | 2000 OX29            | 30 липня 2000  | Сокорро (Нью-Мексико)     | LINEAR                      |
| (81938) 2000 OT32                | 2000 OT32            | 30 липня 2000  | Сокорро (Нью-Мексико)     | LINEAR                      |
| (81939) 2000 OQ33                | 2000 OQ33            | 30 липня 2000  | Сокорро (Нью-Мексико)     | LINEAR                      |
| (81940) 2000 OW33                | 2000 OW33            | 30 липня 2000  | Сокорро (Нью-Мексико)     | LINEAR                      |
| (81941) 2000 OG37                | 2000 OG37            | 30 липня 2000  | Сокорро (Нью-Мексико)     | LINEAR                      |
| (81942) 2000 OV38                | 2000 OV38            | 30 липня 2000  | Сокорро (Нью-Мексико)     | LINEAR                      |
| (81943) 2000 OJ39                | 2000 OJ39            | 30 липня 2000  | Сокорро (Нью-Мексико)     | LINEAR                      |
| (81944) 2000 OF43                | 2000 OF43            | 30 липня 2000  | Сокорро (Нью-Мексико)     | LINEAR                      |
| (81945) 2000 OL53                | 2000 OL53            | 30 липня 2000  | Сокорро (Нью-Мексико)     | LINEAR                      |
| (81946) 2000 OH60                | 2000 OH60            | 29 липня 2000  | Станція Андерсон-Меса     | LONEOS                      |
| (81947) 2000 OF69                | 2000 OF69            | 31 липня 2000  | Обсерваторія Серро Тололо | Марк Буї                    |
| (81948) 2000 OM69                | 2000 OM69            | 31 липня 2000  | Обсерваторія Серро Тололо | Марк Буї                    |
| (81949) 2000 PK2                 | 2000 PK2             | 1 серпня 2000  | Сокорро (Нью-Мексико)     | LINEAR                      |
| (81950) 2000 PX2                 | 2000 PX2             | 2 серпня 2000  | Сокорро (Нью-Мексико)     | LINEAR                      |
| (81951) 2000 PS10                | 2000 PS10            | 1 серпня 2000  | Сокорро (Нью-Мексико)     | LINEAR                      |
| (81952) 2000 PG13                | 2000 PG13            | 1 серпня 2000  | Обсерваторія Кітт-Пік     | Spacewatch                  |
| (81953) 2000 PS15                | 2000 PS15            | 1 серпня 2000  | Сокорро (Нью-Мексико)     | LINEAR                      |
| (81954) 2000 PT17                | 2000 PT17            | 1 серпня 2000  | Сокорро (Нью-Мексико)     | LINEAR                      |
| (81955) 2000 PT18                | 2000 PT18            | 1 серпня 2000  | Сокорро (Нью-Мексико)     | LINEAR                      |
| (81956) 2000 PL21                | 2000 PL21            | 1 серпня 2000  | Сокорро (Нью-Мексико)     | LINEAR                      |
| (81957) 2000 QG14                | 2000 QG14            | 24 серпня 2000 | Сокорро (Нью-Мексико)     | LINEAR                      |
| (81958) 2000 QQ14                | 2000 QQ14            | 24 серпня 2000 | Сокорро (Нью-Мексико)     | LINEAR                      |
| (81959) 2000 QQ17                | 2000 QQ17            | 24 серпня 2000 | Сокорро (Нью-Мексико)     | LINEAR                      |
| (81960) 2000 QZ28                | 2000 QZ28            | 24 серпня 2000 | Сокорро (Нью-Мексико)     | LINEAR                      |
| (81961) 2000 QG29                | 2000 QG29            | 24 серпня 2000 | Сокорро (Нью-Мексико)     | LINEAR                      |
| (81962) 2000 QB32                | 2000 QB32            | 26 серпня 2000 | Сокорро (Нью-Мексико)     | LINEAR                      |
| (81963) 2000 QO33                | 2000 QO33            | 26 серпня 2000 | Сокорро (Нью-Мексико)     | LINEAR                      |
| (81964) 2000 QX35                | 2000 QX35            | 24 серпня 2000 | Сокорро (Нью-Мексико)     | LINEAR                      |
| (81965) 2000 QF38                | 2000 QF38            | 24 серпня 2000 | Сокорро (Нью-Мексико)     | LINEAR                      |
| (81966) 2000 QJ41                | 2000 QJ41            | 24 серпня 2000 | Сокорро (Нью-Мексико)     | LINEAR                      |
| (81967) 2000 QL41                | 2000 QL41            | 24 серпня 2000 | Сокорро (Нью-Мексико)     | LINEAR                      |
| (81968) 2000 QQ49                | 2000 QQ49            | 24 серпня 2000 | Сокорро (Нью-Мексико)     | LINEAR                      |
| (81969) 2000 QH55                | 2000 QH55            | 25 серпня 2000 | Сокорро (Нью-Мексико)     | LINEAR                      |
| (81970) 2000 QT55                | 2000 QT55            | 25 серпня 2000 | Сокорро (Нью-Мексико)     | LINEAR                      |
| 81971 Туронклавер (Turonclavere) | 2000 QX68            | 22 серпня 2000 | Обсерваторія Сен-Веран    | Ленка Коткова, Жан Монтанне |
| (81972) 2000 QJ70                | 2000 QJ70            | 28 серпня 2000 | Сокорро (Нью-Мексико)     | LINEAR                      |
| (81973) 2000 QM72                | 2000 QM72            | 24 серпня 2000 | Сокорро (Нью-Мексико)     | LINEAR                      |
| (81974) 2000 QT77                | 2000 QT77            | 24 серпня 2000 | Сокорро (Нью-Мексико)     | LINEAR                      |
| (81975) 2000 QH78                | 2000 QH78            | 24 серпня 2000 | Сокорро (Нью-Мексико)     | LINEAR                      |
| (81976) 2000 QN84                | 2000 QN84            | 25 серпня 2000 | Сокорро (Нью-Мексико)     | LINEAR                      |
| (81977) 2000 QK85                | 2000 QK85            | 25 серпня 2000 | Сокорро (Нью-Мексико)     | LINEAR                      |
| (81978) 2000 QV86                | 2000 QV86            | 25 серпня 2000 | Сокорро (Нью-Мексико)     | LINEAR                      |
| (81979) 2000 QH88                | 2000 QH88            | 25 серпня 2000 | Сокорро (Нью-Мексико)     | LINEAR                      |
| (81980) 2000 QT96                | 2000 QT96            | 28 серпня 2000 | Сокорро (Нью-Мексико)     | LINEAR                      |
| (81981) 2000 QY112               | 2000 QY112           | 24 серпня 2000 | Сокорро (Нью-Мексико)     | LINEAR                      |
| (81982) 2000 QO114               | 2000 QO114           | 24 серпня 2000 | Сокорро (Нью-Мексико)     | LINEAR                      |
| (81983) 2000 QA117               | 2000 QA117           | 29 серпня 2000 | Сокорро (Нью-Мексико)     | LINEAR                      |
| (81984) 2000 QV119               | 2000 QV119           | 25 серпня 2000 | Сокорро (Нью-Мексико)     | LINEAR                      |
| (81985) 2000 QV122               | 2000 QV122           | 25 серпня 2000 | Сокорро (Нью-Мексико)     | LINEAR                      |
| (81986) 2000 QQ123               | 2000 QQ123           | 25 серпня 2000 | Сокорро (Нью-Мексико)     | LINEAR                      |
| (81987) 2000 QE133               | 2000 QE133           | 26 серпня 2000 | Сокорро (Нью-Мексико)     | LINEAR                      |
| (81988) 2000 QZ133               | 2000 QZ133           | 26 серпня 2000 | Сокорро (Нью-Мексико)     | LINEAR                      |
| (81989) 2000 QC136               | 2000 QC136           | 28 серпня 2000 | Сокорро (Нью-Мексико)     | LINEAR                      |
| (81990) 2000 QC155               | 2000 QC155           | 31 серпня 2000 | Сокорро (Нью-Мексико)     | LINEAR                      |
| (81991) 2000 QN162               | 2000 QN162           | 31 серпня 2000 | Сокорро (Нью-Мексико)     | LINEAR                      |
| (81992) 2000 QX163               | 2000 QX163           | 31 серпня 2000 | Сокорро (Нью-Мексико)     | LINEAR                      |
| (81993) 2000 QG183               | 2000 QG183           | 24 серпня 2000 | Сокорро (Нью-Мексико)     | LINEAR                      |
| (81994) 2000 QT184               | 2000 QT184           | 26 серпня 2000 | Сокорро (Нью-Мексико)     | LINEAR                      |
| (81995) 2000 QK185               | 2000 QK185           | 26 серпня 2000 | Сокорро (Нью-Мексико)     | LINEAR                      |
| (81996) 2000 QJ196               | 2000 QJ196           | 28 серпня 2000 | Сокорро (Нью-Мексико)     | LINEAR                      |
| (81997) 2000 QB203               | 2000 QB203           | 29 серпня 2000 | Сокорро (Нью-Мексико)     | LINEAR                      |
| (81998) 2000 QX210               | 2000 QX210           | 31 серпня 2000 | Сокорро (Нью-Мексико)     | LINEAR                      |
| (81999) 2000 QM212               | 2000 QM212           | 31 серпня 2000 | Сокорро (Нью-Мексико)     | LINEAR                      |
| (82000) 2000 QD219               | 2000 QD219           | 20 серпня 2000 | Станція Андерсон-Меса     | LONEOS                      |